# Ervant Norhadian
Ervant Norhadian (* 11. September 1916; † 10. November 1994) war ein rumänischer Radrennfahrer und nationaler Meister im Radsport.

## Sportliche Laufbahn
1947 wurde er nationaler Meister im Straßenrennen, 1948 wurde er dann hinter Marin Niculescu Vize-Meister. Insgesamt gewann er 24 nationale Titel im Straßenradsport, im Bahnradsport und im Querfeldeinrennen. Norhadian nahm 1948 an der ersten Internationalen Friedensfahrt auf dem Kurs von Prag nach Warschau teil und wurde als Achter im Gesamtklassement geführt. 1949 siegte er im Etappenrennen Bukarest–Brașov und wurde Fünfter in der Ungarn-Rundfahrt. 1950 wurde er Dritter der heimischen Rumänien-Rundfahrt, als sein Landsmann Constantin Șandru die Tour gewann. Ebenfalls 1951 siegte er zum zweiten Mal in der nationalen Meisterschaft im Straßenrennen. Er startete für den Verein Steaua Bukarest.